# Goniohelia astrapetes
Goniohelia astrapetes är en fjärilsart som beskrevs av George Francis Hampson 1926. Goniohelia astrapetes ingår i släktet Goniohelia och familjen nattflyn. Inga underarter finns listade i Catalogue of Life.